# Кишор Т. Е.
Кишор Т. Е. (англ. Kishore T.E., там. கிஷோர்; 24 марта 1978 — 6 марта 2015, Ченнаи) — индийский монтажёр, работавший в киноиндустриях на тамильском, телугу и каннада. Двукратный лауреат Национальной кинопремии за лучший монтаж.

## Биография
Кишор начал свою карьеру как ассистент монтажёра в возрасте 21 года.
Долгое время он работал под началом Б. Ленина и В.Т. Виджаяна,
приняв участие в создании около 70 фильмов.
В 2009 году дебютировал как монтажёр в фильме «Вайшали».
Следующий фильм «Поле битвы» (2011) принёс ему Национальную кинопремию за лучший монтаж.
Всего за пять лет своей карьеры он поучаствовал в производстве 30 фильмов на каннада, телугу и тамильском языках.
Среди них Prithvi (канн.), Payanam, Mappillai, Kanchana, Aarohanam, Paradesi, Ethir Neechal, Udhayam NH4, Nedunchaalai и «В своей кухне».
Кишор был доставлен в Vijaya hospital 27 февраля 2015 года после того, как потерял сознание во время работы на киностудии. В больнице диагностировали, что он перенёс инсульт. Несмотря на усилия врачей, он впал в кому. Вечером 6 марта было объявлено о смерти мозга. Его органы были пожертвованы его отцом для пересадки.
Кишор был награждён Национальной кинопремией за монтаж в фильме «Допрос» в 2016 году посмертно.